# دوايت ووكر
دوايت ووكر (بالإنجليزية: Dwight Walker)‏ هو لاعب كرة قدم أمريكية أمريكي، ولد في 10 يناير 1959 في ميتايري في الولايات المتحدة.

## وصلات خارجية
- دوايت ووكر على موقع مرجع كرة القدم المحترفة.كوم (الإنجليزية)